# England Hockey
England Hockey is de nationale hockeybond van Engeland. Schotland en Wales beschikken ieder over een eigen hockeybond en Noord-Ierland vormt samen met Ierland de Ierse hockeybond.
De bond is aangesloten bij de EHF en de FIH. De bond is verantwoordelijk voor alle veld- en zaalhockey activiteiten in Engeland en rondom de nationale ploegen. De bond is verder onderverdeeld in regionale onderbonden. 
Oorspronkelijk werd de bond opgericht in 1996 als de English Hockey Association (EHA), maar in 2002 ging deze bond door financiële problemen te gronde. Vanaf 1 januari 2003 maakte de bond onder de huidige naam een doorstart.

## Nationale ploegen
- Engelse hockeyploeg (mannen)
- Engelse hockeyploeg (vrouwen)